# Monino
Monino (ros. Монино) – osiedle typu miejskiego w Rosji, w obwodzie moskiewskim w rejonie szczołkowskim, 23 km na wschód od Moskwy.
W miejscowości znajduje się Centralne Muzeum Sił Lotniczych Federacji Rosyjskiej w Monino.  Muzeum to jest częścią Akademii Lotnictwa Wojskowego Federacji Rosyjskiej im. J. A. Gagarina – kuźni kadr dowódczych sił lotniczych F.R. Akademia jest kontynuatorką tradycji A. L. W. ZSRR im. J.A. Gagarina, której absolwentami było ponad 700 Bohaterów Związku Radzieckiego.